# تآكل

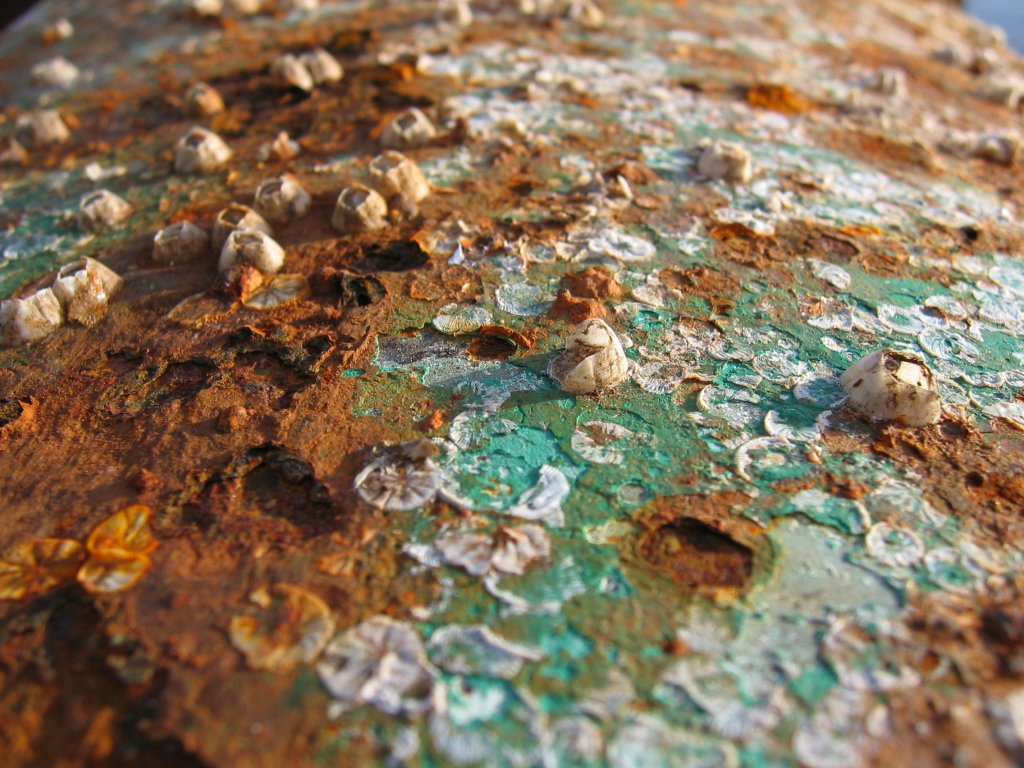
تآكل نتيجه للاتصل بالبيئة

التآكل هو التدهور لخواص المادة الأساسية نتيجة لتفاعل كيميائي أو إلكتروكيميائي مع بيئتها مما يطلق عليها وسط التآكل وليس كنتيجة لعملية ميكانيكية مثل الاحتكاك الحادث في الماكينات ما يطلق عليه اهتراء.
طبقا لهذا التعريف فهناك إمكانية لتآكل ليس فقط المعادن، بل مواد أخرى مثل الزجاج والخرسانة والسيراميك.

## تصنيف التآكل
أولا من حيث درجة الحرارة يصنف إلى:
- تآكل نتيجة للحرارة المرتفعة
- تآكل نتيجة للحرارة المنخفضة
- تآكل جلفاني

عندما تزيد درجة الحرارة يزداد معدل التفاعل الحادث بين المادة ووسط التآكل لذلك يزداد معدل التآكل.
ولذلك بقياس معدل التفاعل يمكن لنا أن نحسب مدة عمر الأداة.
ثانيًا من حيث البيئة المحيطة يصنف إلى:
- تآكل جاف: يحدث نتيجة لتفاعل كيميائي مباشر (بمعنى أنه لايوجد انتقال للشحنات)، ونواتج التآكل إما أن تكون نواتج متطايرة، ويكون السطح خالي (film free) أو مترسبة مما يؤدي للتراكم على السطح. ومن فوائد هذا النوع أنه يحمي السطح من المزيد من التآكل.
- تآكل رطب: نتيجة لانتقال الشحنات خلال السطح الفاصل بين معدنين مختلفين بواسطة محلول إليكتروليتي (كهرل) بمعنى أنه يحدث تفاعل إلكتروكيميائي وتتولد منهما خلية جلفانية أي يشكل أحد المعادن مهبطا ويشكل المعدن الآخر مصعدا. (انظر تآكل جلفاني).
- تآكل لدن

## مبادئ دراسة التآكل
* المبدأ الإلكتروكيميائي

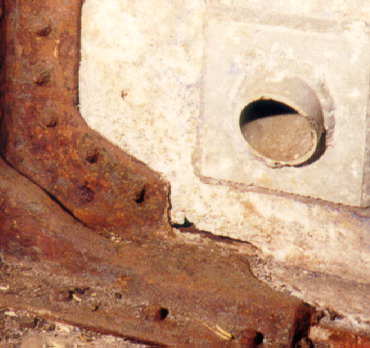
التآكل الجلفاني للحديد والألومنيوم في وجود ماء مالح. تحدث ثقوب في لوح الألومنيوم خلال سنتين.

غالبية عمليات التأكل تتم كعملية إلكتروكيميائية وخاصة في وجود محلول اليكتروليتي موصل مما يتيح
الفرصة لانتقال الشحنات بين معدن ومحلول.
مثال على ذلك تفاعل الحديد مع حمض الهيدروكلوريك:
Fe + 2H+ → Fe+2 + H2
هذا التفاعل يمكن تقسيمه إلى:
Fe → Fe+2 + 2e تفاعل انودي (مصعدي)
2e + 2H+ → H2 تفاعل كاثودي (مهبطي)

## في الطب
يفهم التآكل في الطب بفساد انسجة جسمية بسبب التهابها أو تعرضها لمواد آكلة، مثل الأحماض أو القلويات.